# Cerodontha walarai
Cerodontha walarai är en tvåvingeart som först beskrevs av Singh och Ipe 1970.  Cerodontha walarai ingår i släktet Cerodontha och familjen minerarflugor. Inga underarter finns listade i Catalogue of Life.